# Список энциклик Иоанна XXIII
За своё нахождение на посту папы римского с 1958 по 1963 год Иоанн XXIII создал восемь энциклик — посланий понтифика, адресованных чаще всего римско-католическим епископам в том или ином районе или же во всём мире. В энцикликах папа может осуждать ошибки, указывать на угрозы для веры и нравственности, призывать к верным практикам или обеспечивать средства защиты церкви от нынешних и будущих опасностей. Авторитет энциклик варьируется в зависимости от обстоятельств и они не всегда являются ex cathedra. Название энциклики обычно даётся по первым словам послания понтифика.

## Энциклики
Первая энциклика Иоанна XXIII, Ad Petri Cathedram (1959), была издана через восемь месяцев после вступления на папский престол и не была ни важным социальным документом, ни толкованием доктрины. Вместо этого она рассматривает истину, единство и мир с точки зрения милосердия. Вторая энциклика, Sacerdotii nostri primordia (1959), была приурочена к столетию со дня смерти святого Жана Вианнея, в то время как третья — Grata recordatio (1959) — рассматривает использование Розария. В четвёртой энциклике, Princeps pastorum (1959), папа прославляет деятельность римско-католических миссий.
Пятая энциклика Иоанна XXIII, Mater et Magistra (1961), основана на идеях энциклик Льва XIII Rerum Novarum (1891) и Пия XI Quadragesimo Anno (1931). В энциклике Иоанна XXIII рассматривается социальная этика, наиболее важным моментом которой является применение естественного права к международному сообществу. Mater et Magistra является одной самых длинных энциклик и содержит около 25 тысяч слов. Шестая энциклика, Aeterna Dei Sapientia (1961), приурочена к годовщине смерти Льва I и является призывом к внутрихристианскому единению для защиты от внешних угроз, таких как коммунизм и секуляризм. Предпоследняя энциклика, Paenitentiam agere (1962), обсуждает покаяние и Второй Ватиканский собор, призванный обновить Церковь. Последняя энциклика, Pacem in Terris (1963), была написана Иоанном XXIII за два месяца до смерти. Эта энциклика весьма длинная — более 15 000 слов — и впервые в истории была адресована «всем людям доброй воли», а не только епископам и мирянам Римско-католической церкви. Pacem in Terris была названа «одним из самых глубоких и значимых документов нашего времени», наряду с энцикликой Mater et Magistra.
| No. | Латинское название          | Русское название          | Содержание | Дата             | Текст на сайте Ватикана     |
| --- | --------------------------- | ------------------------- | --- | ---------------- | --------------------------- |
| 1.  | Ad Petri Cathedram          | К кафедре Петра           | «О правде, единстве и мире в духе милосердия». Состоит из вступления и четырёх частей.                                      | 29 июня 1959     | Ad Petri Cathedram          |
| 2.  | Sacerdotii nostri primordia | Начало нашего Священства  | «В память о святом Жане Вианнее». Состоит из вступления и трёх частей.                                                      | 1 августа 1959   | Sacerdotii nostri primordia |
| 3.  | Grata recordatio            | С радостным воспоминанием | «О Розарии: молитва за церковь, миссии, международные и социальные проблемы». Состоит из вступления и трёх частей.          | 26 сентября 1959 | Grata recordatio            |
| 4.  | Princeps pastorum           | Высший пастырь            | «О миссиях, врождённом духовенстве и мирском участии». Состоит из вступления и пяти частей.                                 | 28 ноября 1959   | Princeps pastorum           |
| 5.  | Mater et Magistra           | Мать и наставница         | «О христианстве и социальном прогрессе». Состоит из вступления и четырёх частей.                                            | 15 мая 1961      | Mater et Magistra           |
| 6.  | Aeterna Dei Sapientia       | Вечная мудрость Божия     | «В ознаменование годовщины со дня смерти папы римского Святителя Льва I». Энциклика является цельной, без деления на части. | 11 ноября 1961   | Aeterna Dei Sapientia       |
| 7.  | Paenitentiam agere          | Покаяние за грехи         | «О необходимости практики внутреннего и внешнего покаяния». Энциклика является цельной, без деления на части.               | 1 июля 1962      | Paenitentiam agere          |
| 8.  | Pacem in Terris             | Мир на земле              | «Об установлении всеобщего мира в истине, справедливости, милосердии и свободе». Состоит из вступления и пяти частей.       | 11 апреля 1963   | Pacem in Terris             |